# Коновалов, Сергей Карпович
Сергей Карпович Коновалов (род. 19 июня 1960 года) — украинский и российский учёный, географ и гидролог, специалист в области океанологии, член-корреспондент Национальной академии наук Украины, член-корреспондент РАН (2016).
Доктор географических наук (2002).
Автор 137 научных работ, из них 5 монографий.
С 1 июня 2016 года — директор Морского гидрофизического института (Севастополь).
Член-корреспондент Национальной академии наук Украины.
В 2016 году — избран членом-корреспондентом РАН.

## Награды
- Медаль ордена «За заслуги перед Отечеством» II степени (5 февраля 2024 года) — за большой вклад в развитие отечественной науки, многолетнюю плодотворную деятельность и в связи с 300-летием со дня основания Российской академии наук[2].
- Государственная премия Украины в области науки и техники (2012) — за разработку атласа Чёрного и Азовского морей[3]